# Kunz Lochner

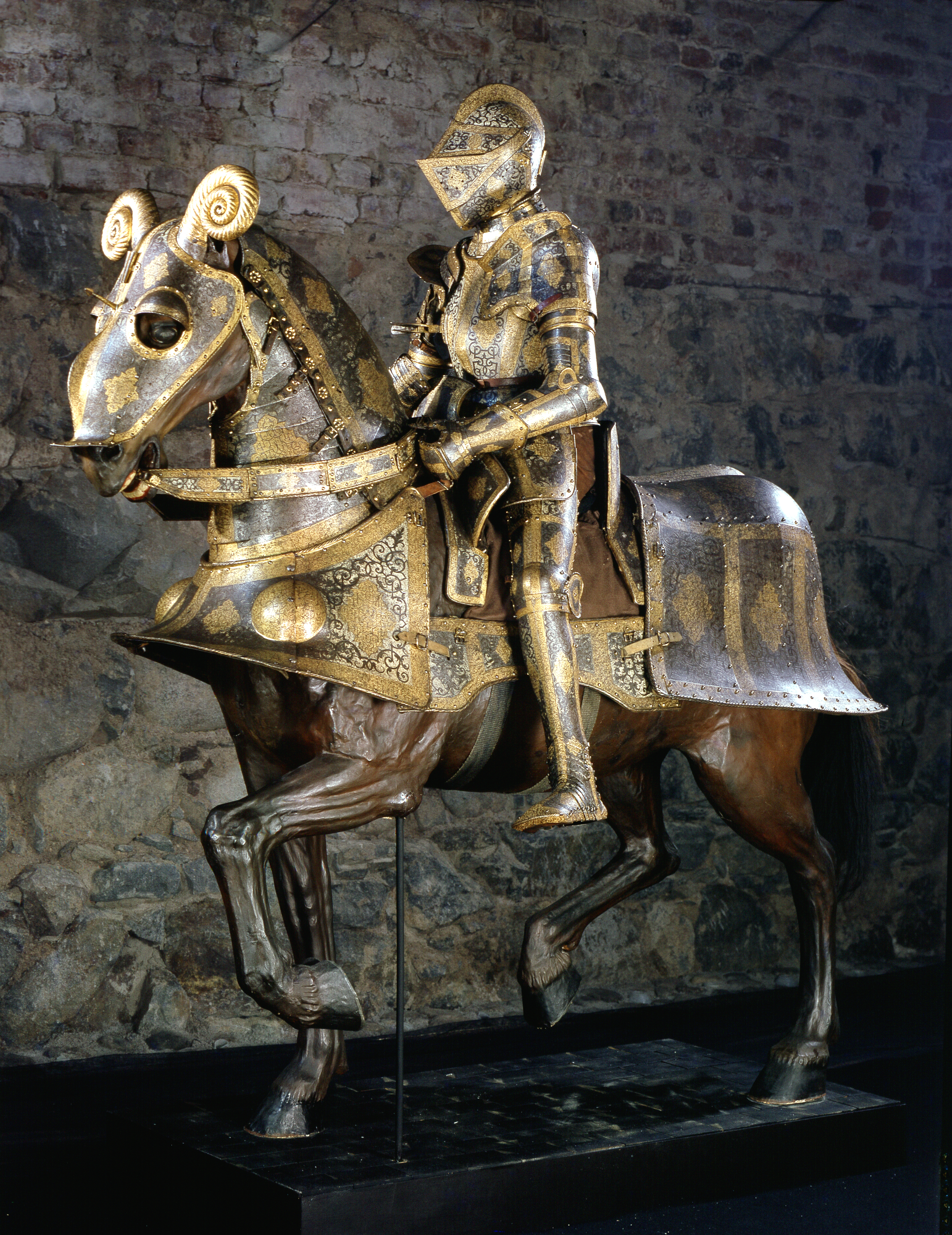
Paradrustning för man och häst av Kunz Lochner i Livrustkammaren i Stockholm.

Kunz Lochner, född omkring 1510, död 1567, en rustningssmed verksam i Nürnberg, Tyskland. Han var son till en rustningssmed med samma namn och även hans två bröder Heinrich och Hans var verksamma smeder. 1543 började han arbeta åt den tysk-romerske kejsaren Ferdinand I och året därpå blev han verksam vid den blivande Maximilian II:s  hov. Mästaren Kunz Lochner och hans verkstad har producerat flera av de mest praktfulla paradrustningar som tillverkats under renässansen. Kunz Lochners verkstad tillverkade rustningar åt kunga- och furstehus över hela Europa. Idag finns de på museer i både USA och Europa som exempelvis Metropolitan och Livrustkammaren.

## Kända verk

### Paradrustning för man och häst
Rustningen är tillverkad 1550 åt den Sigismund II August av Polen. Han var den siste kungen av den gamla jagellononska dynastin. I sitt testamente delade han upp arvet mellan sina systrar. En av dem är Katarina Jagellonica, drottning av Sverige och gift med Johan III. Eftersom Polen saknade en given tronföljare började Johan III verka för att hans son Sigismund skulle anses vara tronföljare. I den komplicerade processen att välja ny kung sände Katarinas syster Anna detta rustningsgarnityr för att lugna Johan III beträffande arvet och för att försäkra sig om svenskt stöd. Rustningsgarnityret består av helrustning, harnesksadel och hästrustning. Häststjärnan är försedd med två upprullade gumshorn. Alla delar är täckta med ett arabeskdekor med förgyllda bågar och fält omväxlande med ytor täckta av vit och svart färg så kallad kallemalj. 

## Galleri

Gustav Vasas prakthjälm tillverkad ca 1540.
Hjälm med mask tillverkad cirka 1540.
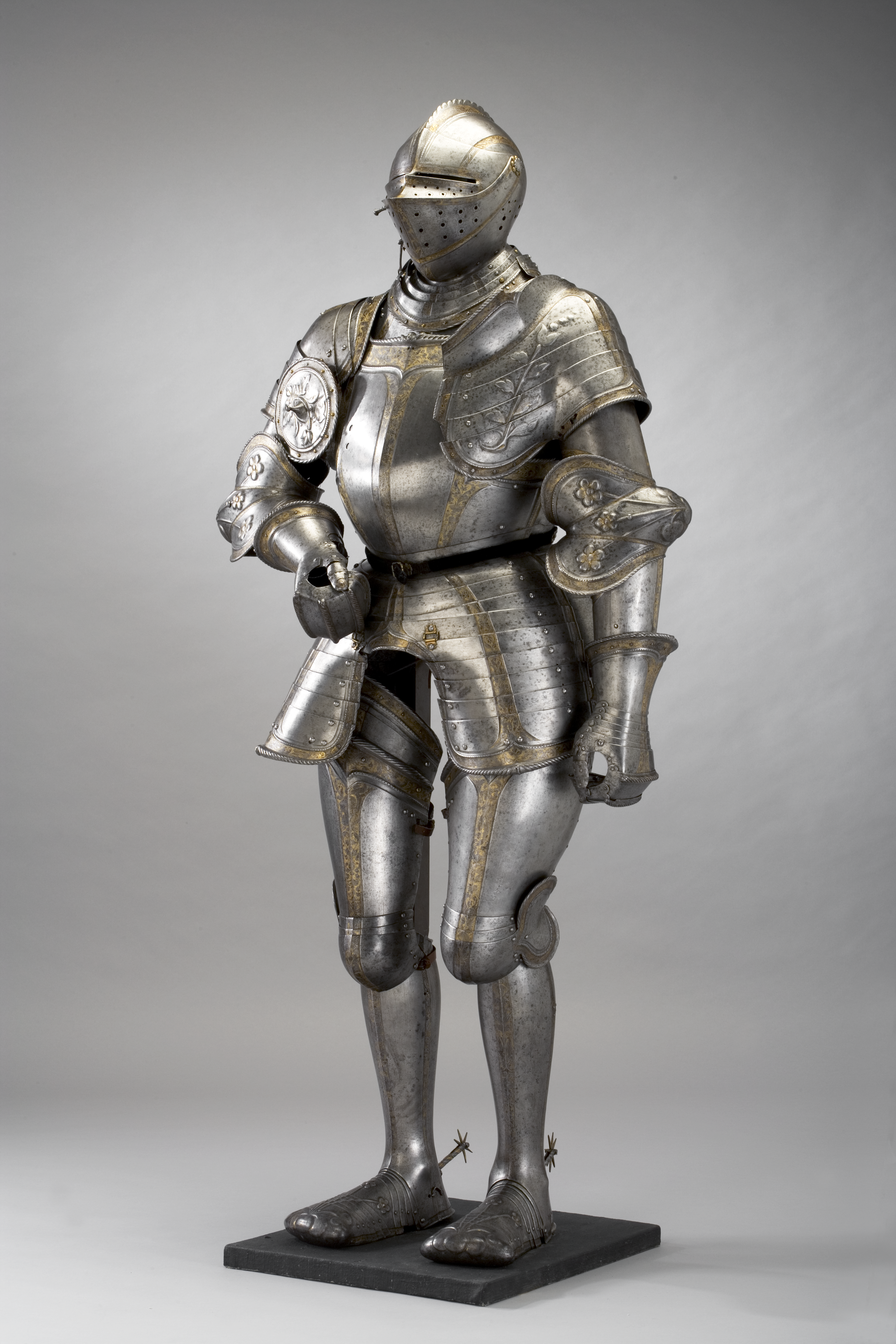
Gustav Vasas rustning, troligen tillverkad av Lochner ca 1540
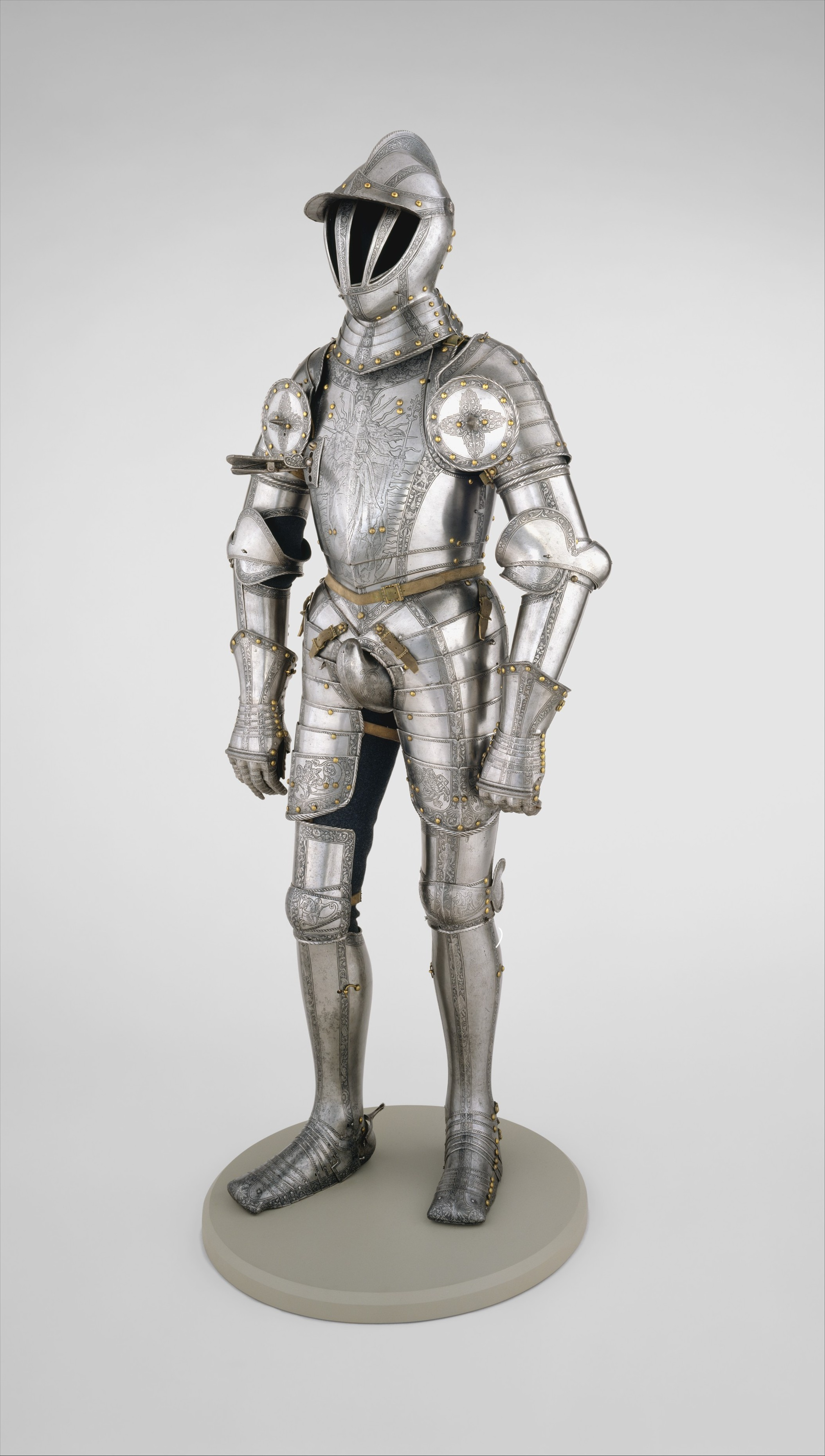
Rustning tillverkad för den Tysk-romerske kejsaren Ferdinand I 1549.